# 瑙吉克凯涅什
瑙吉克凯涅什，是匈牙利赫维什州所辖的一个村。总面积17.28平方公里，总人口594，人口密度34.4人/平方公里（2011年1月1日）。